# 星沙街道
星沙街道为湖南省长沙县所辖，2009年9月设立。范围为原星沙镇辖域京珠高速以东、长永高速以北区域，总面积24.53平方公里，设立时总人口9.3万人，辖12个社区居委会、2个建制村，办事处驻开元东路3号（原星沙镇政府驻地）。